# Penelopeia suburceolata
Penelopeia suburceolata är en gurkväxtart som först beskrevs av Célestin Alfred Cogniaux, och fick sitt nu gällande namn av Ignatz Urban. Penelopeia suburceolata ingår i släktet Penelopeia och familjen gurkväxter. Inga underarter finns listade i Catalogue of Life.